# Malonate de diéthyle

Le malonate de diéthyle est le diester éthylé de l'acide malonique. On le trouve naturellement dans le raisin et les fraises. C'est un liquide incolore, d'odeur proche de la pomme. Il est utilisé en parfumerie, et pour la synthèse de composés comme les barbituriques, les arômes artificiels et les vitamines B1 et B6.
Il est aussi le réactif initial de la synthèse d'une grande quantité d'acides carboxyliques via la synthèse malonique.
Par condensation aldolique avec le salicylaldéhyde, il donne la coumarine.